# Cyclolabus arizonae
Cyclolabus arizonae är en stekelart som beskrevs av Heinrich 1962. Cyclolabus arizonae ingår i släktet Cyclolabus och familjen brokparasitsteklar. Inga underarter finns listade i Catalogue of Life.